# Karpathos
Karpathos (řecky Κάρπαθος; druhý pád Karpathu) je řecký ostrov, který leží v Egejském moři východně od Kréty. Je druhý největší v Dodekanech po Rhodu. Těsně k němu přiléhá malý ostrov Saria, který spolu s ním tvoří jednu obec. Jihozápadně od něj se nachází ostrov Kasos, který spolu s obcí Karpathos tvoří regionální jednotku Karpathos. Ostrov má rozlohu 324,7 km².

## Obyvatelstvo
V roce 2011 žilo v obci 6226 obyvatel, z čehož připadalo 5981 na hlavní ostrov Karpathos a 45 na ostrov Saria. Hlavním a největším městem ostrova je město Karpathos (do roku 1953 zvaný Pigadia). Celý ostrov tvoří jednu obec, která se skládá ze dvou obecních jednotek a ty dále z komunit a jednotlivých sídel, tj. měst a vesnic. V závorkách je uveden počet obyvatel jednotlivých komunit.
- obecní jednotka Karpathos (5670) — Aperi (355), Arkasa (564), Karpathos (2788), Menetes (662), Mesochori (371), Othos (281), Pyles (261), Spoa (169), Volada (264).
- obecní jednotka Olympos (556) — Olympos (556) včetně ostrova Saria (45).

## Geografie
Ostrov je převážně kamenitý a hornatý s menším množstvím zeleně. Nejvyšší horou Karpathu je Kali Limni (1215 m n. m.), na kterou vede cesta z vesnice Lastos Ta se vine mezi kameny a trnitými keříky, označená mnoha kamennými mužíky až k sedlu pod vrcholem. Z vrcholu jsou za dobrého počasí výhledy. Ostrov je ošlehaný větrem, protože po většinu dní v roce na něm fouká. S tím souvisí i to, že se na moři často tvoří vlny.

## Využití
Dostupnost ostrova je letecky nebo trajektem. Hlavním zdrojem příjmů místních obyvatel je turistika a na ostrově je zázemí pro turisty (hotely, restaurace, pláže. Pláže jsou v okolí hlavního města kamenité s horším vstupem do vody. Na východní straně ostrova je mnoho menších pláží, přičemž k některým se lze dostat vcelku pohodlně autem, nebo lodí, zatímco k jiným lze dojet pouze na čtyřkolce, nebo jeepem. Ty je možné pronajmout v půjčovnách, které se nacházejí především v hlavním městě. Na západní straně ostrova jsou písečné pláže, kde je díky větru možné surfování. V roce 2014 se na ostrově nacházelo pouze pět bankomatů v hlavním městě a tři čerpací stanice. Ostrov je sídlem Řeků, kteří se na stáří vracejí z USA, kam dříve emigrovali. Kupují pozemky a staví na nich pravé americké montované domy. Mnoho vesnic si ale dochovalo osobitý ráz Řecka, a celý ostrov je i díky tomu považován za místo pro klidnou dovolenou, spojenou s pěší turistikou nebo možností projet ho autem a poznat tak jeho romantickou, byť větrem ošlehanou tvář.
Kromě hlavního města je druhou obecní jednotkou na ostrově starořecká vesnice Olympos. Další zajímavá místa, která lze na ostrově navštívit, jsou pozůstatky větrných mlýnů (anemomylos), která jsou nejen v Olympu, ale například blízko u křižovatky před vesnicí Spoa, směrem na Messochori. Jeden z nich je opravený a funkční, slouží jako malé muzeum, kde vstupné můžete zaplatit například objednávkou kávy. Čerstvé ryby jsou k zakoupení v malém rybářském přístavu Finiki, kde rybáři v noci vyjíždějí na moře, a ráno sítě vytahují a úlovek jejich ženy a dcery připravují i pro turisty v několika tavernách ve vesničce. Najdete ji kousek od letoviska Arkassa na západním pobřeží ostrova. Nedaleko na malém výběžku obklopeném z jedné strany kamenitou a z druhé písečnou pláží, je archeologické naleziště Arkassa Ancient Acropolis. Z jeho téměř stolového vrcholu jsou krásné výhledy na moře i kopce na pevnině. Na konci silnice na severu ostrova, kde dál pokračuje po 4 km již jen cesta pro terénní vozidla, je vesnice Avlona, rozesetá pod skalnatými kopci. Nachází se v rezervaci, jejích součástí jsou i zátoky, kde žijí lachtani. V rezervaci je mnoho rostlin a ptactva, kteří jsou chránění.

## Galerie

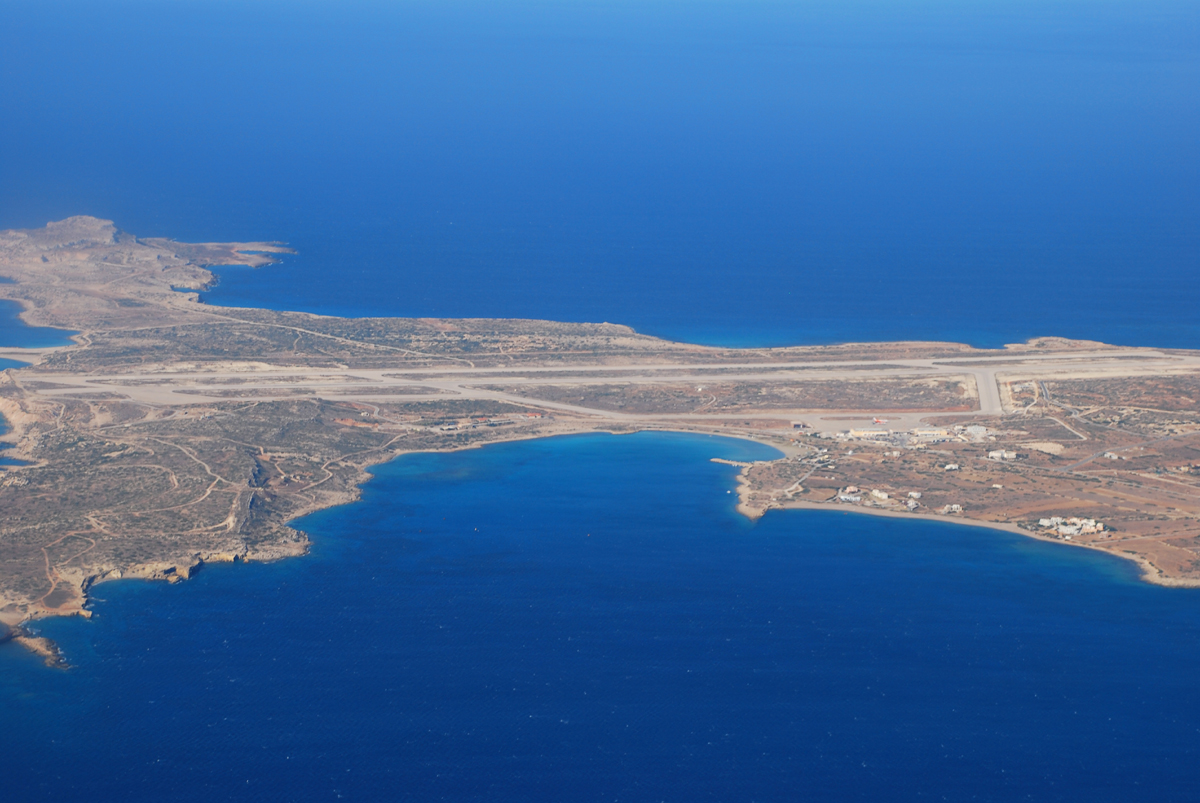
Letiště
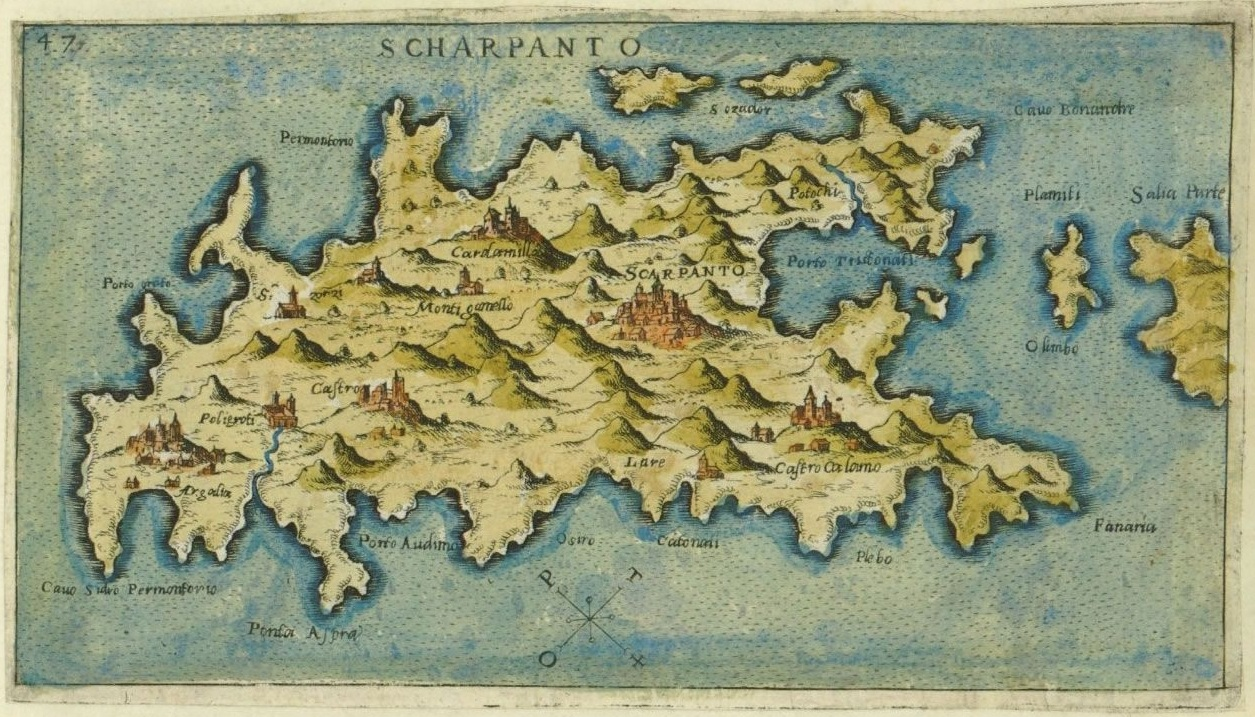
Mapa ostrova z roku 1597
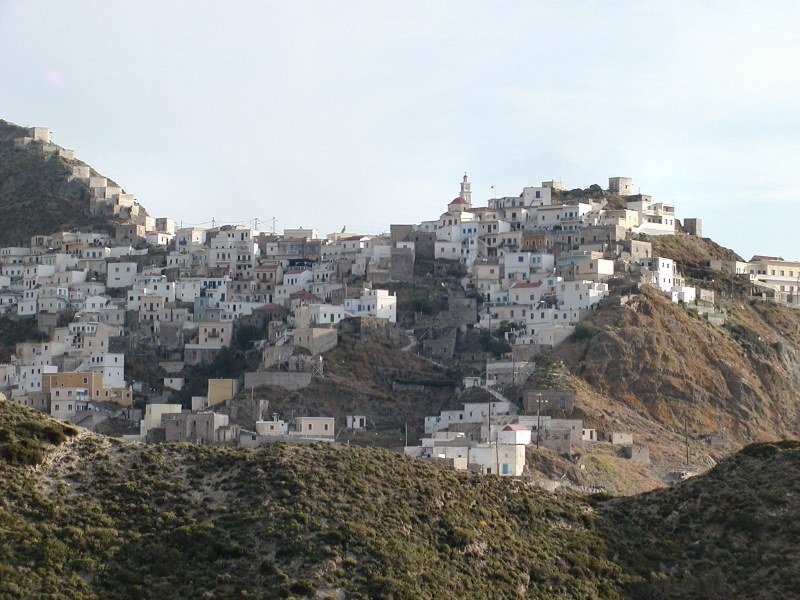
Olympos